# كي تاكاسي
كي تاكاسي (باليابانية: 髙瀬慧؛ بالكانا: たかせ けい) هو منافس ألعاب قوى ياباني، ولد في 25 نوفمبر 1988 في شيزوكا في اليابان.

## وصلات خارجية
- كي تاكاسي على موقع الاتحاد الدولي لألعاب القوى (الإنجليزية)
- كي تاكاسي على موقع الرابطة اليابانية لاتحادات ألعاب القوى (اليابانية)
- كي تاكاسي على موقع اللجنة الأولمبية الدولية (الإنجليزية)
- كي تاكاسي على موقع أوليمبيديا (الإنجليزية)